# Dmytro Kl'oc
Dmytro Vitalijovyč Kl'oc (in ucraino Дмитро Віталійович Кльоц?; Rivne, 15 aprile 1996) è un calciatore ucraino, centrocampista del Veres Rivne.

## Caratteristiche tecniche
È un centrocampista centrale.

## Carriera

### Club
Cresciuto nel settore giovanile del Karpaty, ha esordito in prima squadra il 1º marzo 2014 in occasione del match di campionato pareggiato 1-1 contro il Metalurh Donec'k.

### Nazionale
Ha giocato nelle nazionali giovanili ucraine Under-16, Under-17, Under-18 ed Under-19.